# Makoto
Makoto (jap. まこと, マコト) – imię japońskie noszone zarówno przez kobiety, jak i przez mężczyzn.

## Możliwa pisownia
Makoto można zapisać używając wielu, różnych znaków kanji i może znaczyć m.in.:
- 誠, „szczery”[1]
- 真, „prawda” (występują też inne wymowy tego imienia, np. Atsushi, Shin)
- 信, „zaufanie” (występuje też inna wymowa tego imienia: Shin)
- 真琴, „prawda, cytra/harfa”
- 真実, „prawda, szczerość”
- 信人, „zaufana osoba”
- 部誠, „część, szczery”
- 麻琴, „konopie, cytra/harfa”

## Znane osoby
- Makoto (マコト), wokalista japońskiego zespołu Glacier
- Makoto Ashikawa (誠), właśc. Makoto Enotani (誠), japoński aktor
- Makoto Hasebe (部誠), japoński piłkarz
- Makoto Kobayashi (誠), japoński fizyk teoretyczny
- Makoto Kobayashi (まこと), japoński mangaka
- Makoto Matsuura (麻琴), japońska siatkarka grająca jako rozgrywająca
- Makoto Nagano (誠), zwycięzca TV show Ninja Warriors
- Makoto Niwano (まこと), japoński mangaka
- Makoto Ogawa (麻琴), japońska piosenkarka i aktorka
- Makoto Ozone (真), japoński pianista jazzowy
- Makoto Shinkai (誠), właśc. Makoto Niitsu (誠), japoński reżyser anime, animator oraz seiyū
- Makoto Tanaka (誠), japoński piłkarz
- Makoto Tsuruga (信人), japoński curler

## Fikcyjne postacie
- Makoto Hanamiya (真), z mangi i anime Kuroko no Basket
- Makoto Hikawa (誠), drugi bohater główny serialu Kamen Rider Agito
- Makoto Hozumi (真琴), bohaterka mangi i anime Sasami: Magical Girls Club
- Makoto Itō (誠), główny bohater serii School Days
- Makoto Kashino (真), bohater mangi i anime Yumeiro Patissiere
- Makoto Kino (まこと), jedna z głównych bohaterek mangi i anime Czarodziejka z Księżyca
- Makoto Konno (真琴), bohaterka filmu anime O dziewczynie skaczącej przez czas
- Makoto Kozuka (誠), bohater anime Paranoia Agent
- Makoto Naegi (誠), główny bohater serii Danganronpa
- Makoto Narita (真) / Makoto Amano (真琴), główny bohater mangi W Juliet
- Makoto Ōgami (信), główny bohater mangi i anime Ghost Hound
- Makoto Sawatari (真琴), bohaterka serii Kanon
- Makoto Shishio (真実), bohater mangi i anime Rurōni Kenshin
- Makoto Yutaka (麻琴), bohaterka mangi i anime Princess Princess
- Makoto Yutaka (麻琴), bohaterka mangi The Day of Revolution